# 汪鎡
汪鎡（1437年—1510年），時用，别號休斋，浙江紹興府山阴县宝珠里人，明朝政治人物、進士出身。

## 生平
生于正統丁巳四月二十一日，周歲喪父，成年后受业于张裕夫、陈定之先生之门。天順三年（1459年）己卯科浙江鄉試舉人，七年赴癸未科禮部會試，因考场发生火灾，于次年（1464年）登甲申科進士，改庶吉士，逾年授兵部武选司主事，历仕兵部车驾司员外郎、郎中。汪直用事時辞官归。正德元年（1506年）进阶一级。归休三十余年，以耕种自娱，又號十農主人，日与乡大夫结耆英会。正德五年庚午正月九日卒，年七十四。著有《休斋集》。

## 家族
曾祖汪子文。祖父汪伯齡。父汪徽，號聲斋，以子貴，累贈兵部車駕司郎中。母謝氏，累封太宜人。兄汪锐。娶傅氏，累封宜人；继娶周氏。子汪穀、汪诒穀、汪式穀、汪似穀、汪戬穀。孫汪應軫。